# Maria Louise van Savoye
Marie-Louise Thérèse van Savoye, prinses van Lamballe (Turijn, 8 september 1749 - Parijs, 2 september 1792) was een Franse hofdame, en een van de bekendste slachtoffers van de Franse Revolutie.
Ze werd geboren in Turijn als dochter van prins Lodewijk Victor van Savoye. Ze groeide op ver weg van het woelige Franse hofleven. Ze kende een vrome en devote jeugd tot ze werd uitgehuwelijkt aan Lodewijk Alexander van Bourbon, prins van Lamballe. In 1767 huwt ze met de prins, die een afstammeling is van Lodewijk Alexander van Bourbon, graaf van Toulouse, zoon van Lodewijk XIV en Madame de Montespan.

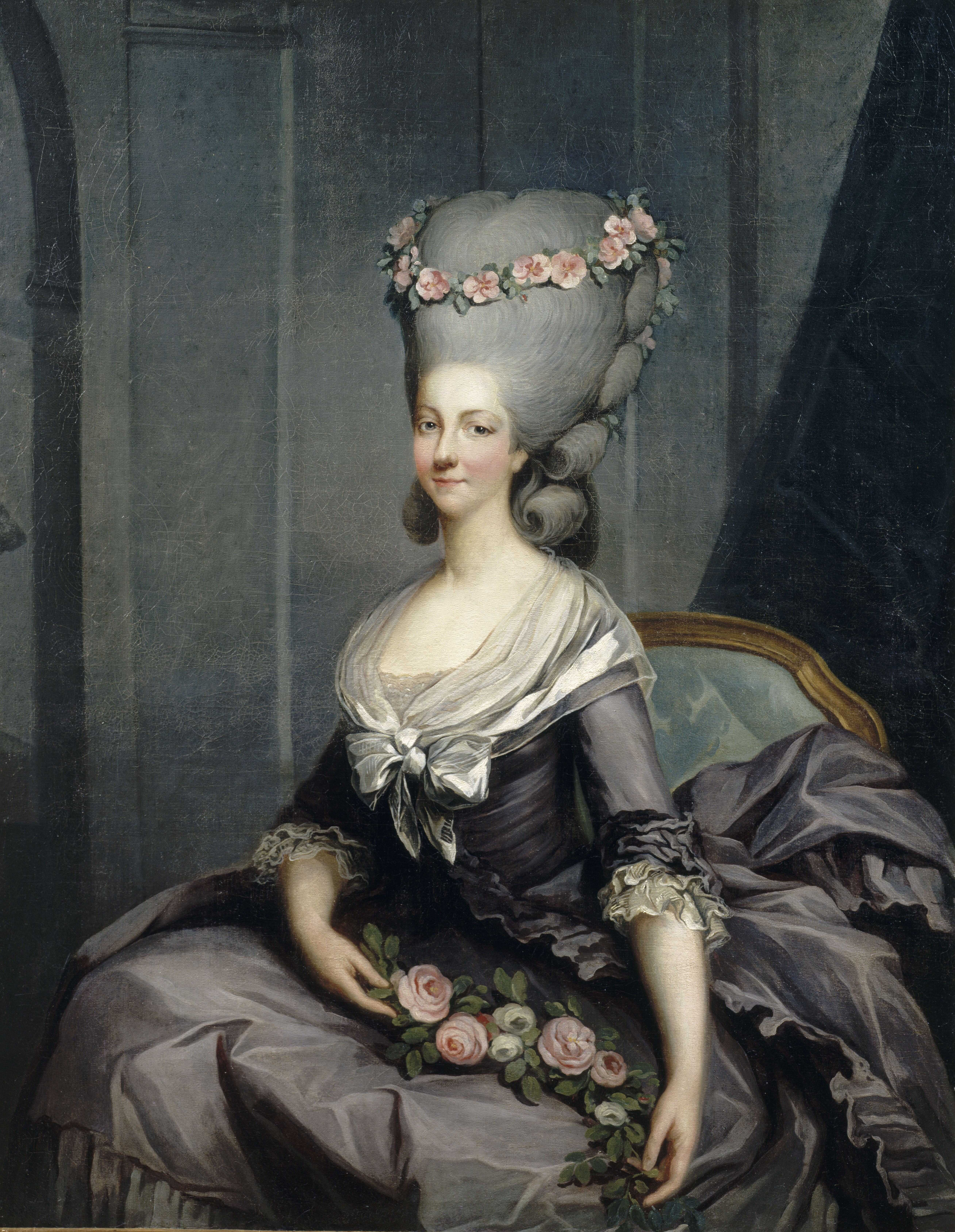
Marie Louise van Savoye, Prinses de Lamballe
(1776), door Antoine-François Callet, Paleis van Versailles

Ondanks het fortuin van de prins kende het koppel niet veel voorspoed. Hij verliet zijn echtgenote die haar toevlucht zocht bij haar schoonvader,  Lodewijk Jan Maria van Bourbon. Plots stierf haar echtgenoot aan een venerische ziekte en werd ze op 19-jarige leeftijd weduwe. Ze bleef bij haar schoonvader die haar betrok bij devotie en naastenliefde. In 1770 huwde Lodewijk XVI met Marie Antoinette, dit is de eerste keer dat deze twee jonge dames elkaar ontmoetten. Vanaf 1771 ging de prinses steeds vaker naar het hof in Versailles, waar ze de jonge Marie-Antoinette gezelschap hield. De twee jonge vrouwen konden goed met elkaar opschieten en er ontstond een hartelijke vriendschapsband. Ondanks de geruchten aan het hof van seksuele activiteit tussen de twee dames, bleef Marie-Louise zeer trouw en eerlijk in tegenstelling tot de Dauphine die in haar naïviteit steeds frivoler werd. In 1775 ontving ze de titel van cher Cœur, ze stond sindsdien aan het hoofd van de hofhouding van de kroonprinses en was daarmee haar Eerste Hofdame. Ze kreeg de taak om feestjes en diners te organiseren, maar de koningin ontdekte al snel dat ze niet de goede persoon voor de functie had uitgekozen en verving haar door Madame de Polignac. De prinses verliet ontgoocheld het paleis van Versailles en ging naar het platteland om op adem te komen. Ze bleef aan naastenliefde doen en werd lid van de vrijmetselaars. In 1781 werd ze de grootmeesteres van alle Schotse Loges. Bij het begin van de Franse Revolutie liet Marie Antoinette haar oude vriendin naar Versailles komen terwijl Madame de Polignac Versailles ontvluchtte.
Toen het hof werd ontbonden en de koninklijke familie naar Parijs werd gevoerd, bleef Marie-Louise trouw aan Marie-Antoinette en schonk ze haar steun in het Paleis van de Tuilerieën. Toen de koningin samen met Lodewijk tevergeefs probeerde te vluchten, slaagde Marie-Louise erin om naar Engeland te vluchten. Vandaar voerde ze nog correspondentie met de vorstin. De koningin voelde zich alleen en bang, ze schreef:

j'ai besoin de votre tendre amitié et la mienne est à vous depuis que je vous ai vue

De koningin smeekte haar vriendin niet naar Parijs terug te keren, tevergeefs. De prinses was trouw aan haar vriendin en keerde terug. In 1792 werd het paleis bestookt door woedende revolutionairen en de koninklijke familie werd berecht. De leden van de koninklijke familie werden gescheiden van hun vrienden en noodgedwongen moesten de twee dames van elkaar afscheid nemen. Marie-Louise werd in de Prison de La Force gevangengezet, waar zij op gruwelijke wijze vermoord werd. Sommige bronnen hebben het over verminking en verkrachting. Volgens de overlevering leefde de prinses nog toen zij haar achter een wagen door de straten van Parijs sleurden. Later werd ze onthoofd, haar hoofd werd gespiest en naar de Tour du Temple gebracht door een opgewonden menigte. De koningin hoorde het lawaai en vroeg aan een bewaker wat er scheelde, deze antwoordde:

Men wil U het hoofd van Madame de Lamballe tonen.

Nadat haar lichaam een dag getoond was en bespot door Parijs wist haar schoonvader het te redden om daarna eervol in het familiegraf te laten bijzetten.

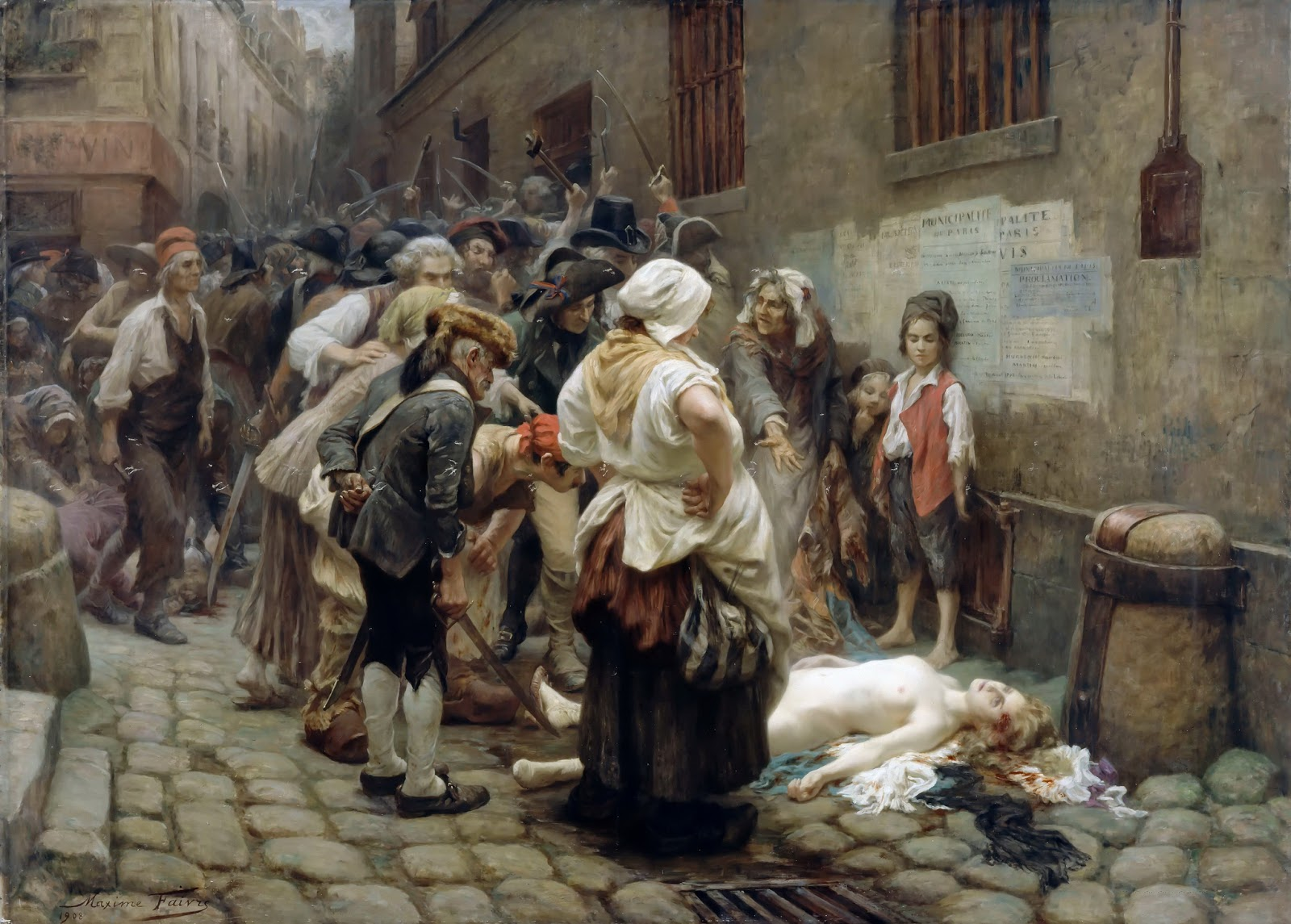
Dood van de Prinses de Lamballe
(1908), Leon Maxime Faivre, Museum van de Franse Revolutie

- Biblioteca Nacional de España: XX1607716
- Bibliothèque nationale de France: cb12509187n (data)
- Gemeinsame Normdatei: 119502712
- International Standard Name Identifier: 0000 0000 6155 928X
- Library of Congress Control Number: nr96003643
- Nationale Bibliotheek van Israël: 987007511756405171
- Nationale Bibliotheek van Polen: a0000002627906
- Nederlandse Thesaurus van Auteursnamen: 114412731
- Réseau des bibliothèques de Suisse occidentale: 02-A003491018
- Système universitaire de documentation: 034325700
- Virtual International Authority File: 24707843
- WorldCat: E39PBJhX6MgwVXpJfy4B7pxMT3